# Zena (Oklahoma)
Zena és una concentració de població designada pel cens dels Estats Units a l'estat d'Oklahoma. Segons el cens del 2000 tenia 123 habitants.

## Demografia
Segons el cens del 2000, Zena tenia 123 habitants, 50 habitatges, i 40 famílies. La densitat de població era de 13,5 habitants per km².
Dels 50 habitatges en un 30% hi vivien nens de menys de 18 anys, en un 72% hi vivien parelles casades, en un 4% dones solteres, i en un 20% no eren unitats familiars. En el 20% dels habitatges hi vivien persones soles el 10% de les quals corresponia a persones de 65 anys o més que vivien soles. El nombre mitjà de persones vivint en cada habitatge era de 2,46 i el nombre mitjà de persones que vivien en cada família era de 2,78.
Per edats la població es repartia de la següent manera: un 23,6% tenia menys de 18 anys, un 7,3% entre 18 i 24, un 26,8% entre 25 i 44, un 26,8% de 45 a 60 i un 15,4% 65 anys o més.
L'edat mediana era de 42 anys. Per cada 100 dones de 18 o més anys hi havia 84,3 homes.
La renda mediana per habitatge era de 12.500 $ i la renda mediana per família de 13.750 $. Els homes tenien una renda mediana de 40.179 $ mentre que les dones 9.231 $. La renda per capita de la població era de 7.656 $. Entorn del 59,6% de les famílies i el 69,8% de la població estaven per davall del llindar de pobresa.

## Poblacions més properes
El següent diagrama mostra les poblacions més properes.